# Watermolen Escharen
De Watermolen te Escharen was een onderslagmolen op de Raam.
Deze watermolen was een gecombineerde korenmolen en oliemolen die wellicht reeds in de 12e eeuw moet hebben bestaan. Ze bevond zich op de westelijke oever van de huidige Graafse Raam, iets ten zuiden van de huidige brug. Ze lag op een later opgevulde arm van deze rivier. In 1985, toen een visvijver werd gegraven, kwamen resten van een knuppelweg en een beschoeiing tevoorschijn, alsmede aanwijzingen voor de aanwezigheid van een bijna vierkant gebouw. In 1986 werden meer gedetailleerde opgravingen verricht, waarbij ook fragmenten van molenstenen en andere voorwerpen werden gevonden door amateurarcheoloog Jo de Wit uit Grave.
Het bestaan van deze watermolen was tot dan toe niet bekend.